# Prionyx sennae
Prionyx sennae är en biart som först beskrevs av Mantero 1901.  Prionyx sennae ingår i släktet Prionyx och familjen grävsteklar. Inga underarter finns listade i Catalogue of Life.